# 18111 Pinet
18111 Pinet este un asteroid din centura principală de asteroizi.

## Descriere
18111 Pinet este un asteroid din centura principală de asteroizi. A fost descoperit pe 5 iulie 2000 la Stația Anderson Mesa în cadrul programului LONEOS. El prezintă o orbită caracterizată de o semiaxă mare de 2,80 ua, o excentricitate de 0,10 și o înclinație de 2,9° în raport cu ecliptica.